# Брза
Брза је насељено место града Лесковца у Јабланичком округу. Према попису из 2022. било је 814 становника.

## Етимологија
Врло је вероватно да је река Брзанка, која је добила име по томе што је кao планинска река брзоr тока, дала име селу Брзи које се заселило на обалама Големе и Мале реке или Големе и Мале Брзанке.

## Географија

### Положај
Брза је потпланинско село засељено на задњим брежуљцима Кукавице, испод Шиљегарника, највише терасе Лесковачког мора, изнад састава двеју речица: Големе и Мале реке, од којих се, после њиховог састава, формира река Брзанка. Испод села, на северу и западу настаје алувијална раван реке Ветернице. Од Вучја је удаљено за око три километра, а од Лесковца на око 20 километара.

### Хидрографија
Кроз Брзу протичу две речице: Мала Брзанка и Голема Брзанка. Мала Брзанка извире на локалитету Мечкин камен испод Шиљегарника. Голема има своје извориште на локалитету Смрдан, тако исто под Шиљегарником. Обе ове речице се зову и Мала и Голема Брзанка или Брза и јесу типичан пример река које су се појавиле после повлачења воде Лесковачког језера са највише терасе. Кад ове две речице изађу из села Брзе, оне се састају и чине реку Брзанку. И по дужини свога тока и по количини њене воде, Брзанка је најмања десна притока реке Ветернице која се у њу улива у Поречју. Од ње су дуже и богатије водом како Горинка и Буковоrлавка, тако исто Вучјанка и Накривањска река.
У атару села Брзе има више кладенаца: Збешко кладенче, Костино кладенче уз Малу реку и Маријино кладенче уз исту реку, Петрово кладенче и Стублине у пољу. Поред текућих вода у речицама Малој Брзанки и Големој Брзанки, као и поред кладенаца, свака друга или трећа кућа има свој бунар, а, сем тога, у селу има и три сеоска бунара. Само махала Ораница нема бунаре, јер „нема воду".

### Земља
Атар села Брзе је доста простран и захвата како планину, тако и равни део Поречја. Заузима површину од 1.148 хектара, од које на оранице отпада 391 хектар, на воћњаке 34 хектара, на шуму 483 хектара. Има доста села у Поречју са више обрадиве земље. Брза, међутим, од свих села овог региона има највише земљишта под воћем. Само се Горина у том погледу може равнати са Брзом.
Земља носи ове називе: њиве: Селиште (из правца Вучја), Шиљковица испод Селишта, Брестине, Бостаниште, Параспурке, Росуље, Кршена топола, Големе њиве, Ограђе, Куње, Вада, Пупињке, Гарине, Манастириште (Црквиште) према Тодоровцу, Врачарке, Липе, Водене ливаде, Јајне ливаде, Дубичке, Шегавче (имају из- вор), Песекљивице-Песиште, Конопљиште; ливаде: Јасике, Дикаве (влажно, „мочурљаво", „зукар" - крупна трава), Стублине, Шегове, Турске ливаде, Липе, Вучанке - ка селу Горини; забрани: Бандина чука, Сипут, Јармиште, Церак, Ковачко, Дибока долина, Плоче, Сеновити рид, Острела(***), Дрењар, Горуњак, Одишало - Дугачке падине, Петрово кладенче, Базјак, Пландиште и Новакове баче.

## Историја
Брза је старо село. Забележена је у турским дефтерима из прве половине 15. века, из којих се види да је још пре 1450. године била тимар извесног Хамзе Трновљанина, па је те године одузета од њега и дата неком Лазу Хамзи. Брзу помиње и Хан, и по њему, она је 1858. године имала 60 кућа, дакле била доста велико село, али и село које се брзо развијало, јер је већ после 20 година, значи за век исте генерације, нарасла на 92 пореске rлаве, како је забележио Милан Ђ. Милићевић одмах после ослобођења од Турака.
Као велико село Брза је привукла пажњу Турака и вероватно помуслимањених Арбанаса, који су је међу собом просто рашчеречили. Пред одлазак Турака она је имала пет читлук сахибија: Абаса, Хусеина, Садика, Асан-агу и Суљу. У топономији села очували су се трагови на ове брзанске господаре или, како се негде називају, агаларе. Тако и сада постоје локалитети: Суљин караманац, Суљине баче, Турске ливаде, Садикове баче. Као господарско село, Брза је плаћала аграрни дуг. За неке Брзанце тај дуг је био неподношљив, па су пали у велике материјалне неприлике, које cу се у неколико случајева завршиле принудном продајом целе дужникове имовине. Тако је продато имање ових Брзанаца: Стојана Радисављевића, Младена Величковића и Јована Величковића. Као купац на јавној лицитацији појавио се и Антоније Поповић - Тонкић из Лесковца, па је од купљеног имања начинио велики посед, који је остао у својини његових синова све до аграрне реформе извршене после Другог светског рата.
Када је Влајко Стојановић, наредник српске војске која је опседала Ниш крајем децембра 1877. године, организовао одред српских устаника у Поречју, кренуо је са тим одредом из Вучја у Мирошевце потпланинским путем. Одред је дошао до Мале Брзе и ушанчио се на локалитету Коцкин бунар – Садикова бача. Одатле се видео у центру велики број наоружаних Арбанаса који су се кретали ка Вучју. Са заузетог положаја Влајко је наредио својим војницима да опале плутон из својих пушака и викну „Ура!". Устаници су извршили наредбу свог командира и пољем и брдима, уз пуцњаву пушака, одјекнуо је узвик „Ура!". Неколико танета је запарало зидове куће Прокопа Михајловића који је, видећи то, стао да запомаже: „Е, ако смо чекали слободу, дочекасмо гу: Потепасте не (нас)!“ После отворене паљбе од стране устаника, и Арбанаси су почели да пуцају и кренули су ка устаничким положајима. Према бројном стању Арбанаса и њиховом наоружању Влајко је видео да им се са својим добровољцима не може на овом месту са успехом супротставити, па је издао налог за повлачење устаника у правцу Вучја, одакле су и дошли, а Арбанаси су кренули за њима. Тако је почео бој српских устаника у Поречју са арбанашким бошибозучким одредом, који се наставио у Вучју истог дана.

## Демографија
У насељу Брза живи 967 пунолетних становника, а просечна старост становништва износи 41,2 година (39,5 код мушкараца и 42,9 код жена). У насељу има 299 домаћинстава, а просечан број чланова по домаћинству је 4,05.
Ово насеље је великим делом насељено Србима (према попису из 2002. године).
|             | \| Демографија[2] \| Демографија[2] \| Демографија[2] \| \| Година \| Становника \| Становника \| \| -------------- \| -------------- \| -------------- \| \| 1948. \| 956 \| \| \| 1953. \| 1.035 \| \| \| 1961. \| 1.115 \| \| \| 1971. \| 1.180 \| \| \| 1981. \| 1.239 \| \| \| 1991. \| 1.308 \| 1.280 \| \| 2002. \| 1.211 \| 1.277 \| \| 2011. \| 1.106 \| \| \| 2022. \| 814 \| \| |            |
| Демографија | |            |
| Година      | Становника | Становника |
| 1948.       | 956 |            |
| 1953.       | 1.035 |            |
| 1961.       | 1.115 |            |
| 1971.       | 1.180 |            |
| 1981.       | 1.239 |            |
| 1991.       | 1.308 | 1.280      |
| 2002.       | 1.211 | 1.277      |
| 2011.       | 1.106 |            |
| 2022.       | 814 |            |

| Етнички састав према попису из 2002.‍ | Етнички састав према попису из 2002.‍ | Етнички састав према попису из 2002.‍ | Етнички састав према попису из 2002.‍ | Етнички састав према попису из 2002.‍ |
| ------------------------------------ | ------------------------------------ | ------------------------------------ | ------------------------------------ | ------------------------------------ |
|                                      |                                      |                                      |                                      |                                      |
| Срби                                 | Срби                                 |                                      | 1.196                                | 98,76%                               |
| Македонци                            | Македонци                            |                                      | 3                                    | 0,24%                                |
| Роми                                 | Роми                                 |                                      | 2                                    | 0,16%                                |
| Црногорци                            | Црногорци                            |                                      | 1                                    | 0,08%                                |
| непознато                            | непознато                            |                                      | 9                                    | 0,74%                                |

| \| \| м \| \| \| ж \| \| ? \| 2 \| \| \| 3 \| \| 80+ \| 9 \| \| \| 19 \| \| 75—79 \| 18 \| \| \| 27 \| \| 70—74 \| 24 \| \| \| 34 \| \| 65—69 \| 42 \| \| \| 47 \| \| 60—64 \| 42 \| \| \| 50 \| \| 55—59 \| 36 \| \| \| 37 \| \| 50—54 \| 36 \| \| \| 37 \| \| 45—49 \| 61 \| \| \| 38 \| \| 40—44 \| 35 \| \| \| 36 \| \| 35—39 \| 47 \| \| \| 36 \| \| 30—34 \| 35 \| \| \| 42 \| \| 25—29 \| 39 \| \| \| 31 \| \| 20—24 \| 42 \| \| \| 32 \| \| 15—19 \| 41 \| \| \| 37 \| \| 10—14 \| 40 \| \| \| 40 \| \| 5—9 \| 32 \| \| \| 26 \| \| 0—4 \| 32 \| \| \| 26 \| \| Просек : \| 39,5 \| \| \| 42,9 \| |      |  |  |      |
| |      |  |  |      |
| | м    |  |  | ж    |
| ? | 2    |  |  | 3    |
| 80+ | 9    |  |  | 19   |
| 75—79 | 18   |  |  | 27   |
| 70—74 | 24   |  |  | 34   |
| 65—69 | 42   |  |  | 47   |
| 60—64 | 42   |  |  | 50   |
| 55—59 | 36   |  |  | 37   |
| 50—54 | 36   |  |  | 37   |
| 45—49 | 61   |  |  | 38   |
| 40—44 | 35   |  |  | 36   |
| 35—39 | 47   |  |  | 36   |
| 30—34 | 35   |  |  | 42   |
| 25—29 | 39   |  |  | 31   |
| 20—24 | 42   |  |  | 32   |
| 15—19 | 41   |  |  | 37   |
| 10—14 | 40   |  |  | 40   |
| 5—9 | 32   |  |  | 26   |
| 0—4 | 32   |  |  | 26   |
| Просек : | 39,5 |  |  | 42,9 |

| Година пописа     | 1948. | 1953. | 1961. | 1971. | 1981. | 1991. | 2002. |
| ----------------- | ----- | ----- | ----- | ----- | ----- | ----- | ----- |
| Број домаћинстава | 147   | 163   | 206   | 255   | 292   | 308   | 299   |

| Број чланова      | 1  | 2  | 3  | 4  | 5  | 6  | 7  | 8 | 9 | 10 и више | Просек |
| ----------------- | -- | -- | -- | -- | -- | -- | -- | - | - | --------- | ------ |
| Број домаћинстава | 28 | 53 | 46 | 45 | 46 | 53 | 16 | 9 | 3 | 0         | 4,05   |

| Пол    | Укупно | Неожењен/Неудата | Ожењен/Удата | Удовац/Удовица | Разведен/Разведена | Непознато |
| ------ | ------ | ---------------- | ------------ | -------------- | ------------------ | --------- |
| Мушки  | 509    | 123              | 348          | 30             | 5                  | 3         |
| Женски | 506    | 56               | 363          | 74             | 12                 | 1         |
| УКУПНО | 1.015  | 179              | 711          | 104            | 17                 | 4         |

| Пол    | Укупно                    | Пољопривреда, лов и шумарство | Рибарство                            | Вађење руде и камена | Прерађивачка индустрија       |
| ------ | ------------------------- | ----------------------------- | ------------------------------------ | -------------------- | ----------------------------- |
| Мушки  | 254                       | 83                            | 0                                    | 0                    | 71                            |
| Женски | 132                       | 33                            | 0                                    | 0                    | 73                            |
| Укупно | 386                       | 116                           | 0                                    | 0                    | 144                           |
|        |                           |                               |                                      |                      |                               |
| Пол    | Производња и снабдевање   | Грађевинарство                | Трговина                             | Хотели и ресторани   | Саобраћај, складиштење и везе |
| Мушки  | 3                         | 15                            | 7                                    | 8                    | 11                            |
| Женски | 0                         | 1                             | 3                                    | 0                    | 3                             |
| Укупно | 3                         | 16                            | 10                                   | 8                    | 14                            |
|        |                           |                               |                                      |                      |                               |
| Пол    | Финансијско посредовање   | Некретнине                    | Државна управа и одбрана             | Образовање           | Здравствени и социјални рад   |
| Мушки  | 0                         | 3                             | 14                                   | 9                    | 4                             |
| Женски | 0                         | 1                             | 1                                    | 6                    | 5                             |
| Укупно | 0                         | 4                             | 15                                   | 15                   | 9                             |
|        |                           |                               |                                      |                      |                               |
| Пол    | Остале услужне активности | Приватна домаћинства          | Екстериторијалне организације и тела | Непознато            | Непознато                     |
| Мушки  | 2                         | 0                             | 0                                    | 24                   | 24                            |
| Женски | 1                         | 0                             | 0                                    | 5                    | 5                             |
| Укупно | 3                         | 0                             | 0                                    | 29                   | 29                            |

## Саобраћај
До Брзе води пут који полази из Вучја од данашње пијаце, моста где је некада била Дилавер-бегова кула и воденица његовоr оца Исмаил-паше, пролази поред зграде основне школе и иде подножјем планине Кукавице кроз брежуљкасто земљиште под воћњацима и шумом. Тај пут пролази кроз целу Брзу њеном дужином и иде за село Горину и, даље, за Мирошевце. Сем овог пута, у Брзу се долази и другим путем кроз заселак Влашко Поље, које лежи на обали реке Ветернице, одмах до Бунушкоr Чифлука. Тако је Брза везана са осталим насељима Поречја и до ње се може стићи из три правца: из правца Вучја, из правца Бунушког Чифлука преко Влашког Поља и из правца Мирошевца преко села Горине.

## Спорт
У селу се налази ОФК Брза.